# Frances
Frances – amerykański film biograficzny z 1982 roku. Historia aktorki hollywoodzkiej Frances Farmer. Skandale obyczajowe z jej udziałem sprawiły, że jej rodzina uznała ją za niepoczytalną, spędziła 10 lat w szpitalu psychiatrycznym.

## Główne role
- Jessica Lange – Frances Farmer
- Kim Stanley – Lillian Farmer
- Sam Shepard – Harry York
- Bart Burns – Ernest Farmer
- Jonathan Banks – Hitchhiker

## Nagrody i nominacje
Oscary za rok 1982:
- Najlepsza aktorka – Jessica Lange (nominacja)
- Najlepsza aktorka drugoplanowa – Kim Stanley (nominacja)

Złote Globy 1982:
- Najlepsza aktorka dramatyczna – Jessica Lange (nominacja)
- Najlepsza aktorka drugoplanowa – Kim Stanley (nominacja)